# 妻女山
妻女山（さいじょさん）は、長野県長野市松代町と千曲市土口が境を接する山。第4次川中島の戦いにおいて上杉謙信の軍が陣を張った地として知られるが、異論として「斎場山」（さいじょうざん）についても併記する。

## 概要
武田信玄が築いた海津城や川中島平を見下ろすことができる位置にあり、上杉謙信はこの山上から海津城に立ちのぼる夥しい炊煙を見て武田方の攻撃を察知したとされる。そして秘かに山を下り、夜陰に紛れて雨宮の渡しから千曲川を渡河して敵の裏をかいたと伝えられる。また頂上にある古墳上で猿楽を舞ったとの伝承や西の土口将軍塚古墳方面に下る緩斜面上にあった瑠璃寺を宿所としていたため戦後武田軍によって寺は焼き払われたとの言い伝えもある。
なお現在「妻女山」とされて展望台や甲越合戦の解説板が設置されている所は、斎場山の尾根上の頂（元は「赤坂」又は「赤坂山」と呼ばれた）であり、謙信配下の殿（しんがり）部隊甘粕近江守景持が陣を敷いた場所とされる。この場所には忠霊殿、忠魂碑もあるが何れも戊辰戦争以来の戦死者960人余を祀るもので、ここで幕末期に松代藩士らが銃撃訓練をした縁で松代藩主によって建立された。そこでは明治期以来、新政府樹立に寄与した功績を称えて盛大に春秋の祭礼が行われた。従って、以来この場所に集うことを「妻女山に行く」こととされるようになったようである。しかし、その招魂社拝殿は2023年12月に取り壊された。

## 名称について
現在一般化している「妻女山」（さいじょざん）の表記は、上杉軍将兵が北方に開けた川中島の向こうに遠く離れた郷里への望郷の念を抱いて、残して来た「妻女を偲んで涙した」と江戸時代中期になってから芝居や浄瑠璃、講談等で語られて広まったことによるとされている。
元々上杉軍が陣を設けた場所について、『甲陽軍鑑』の記載は「西條山」（さいじょうざん）である。この記載は江戸時代中期に松代藩（真田家）から「妻女山を西條山と書すは誤也、山も異也」（真田氏史書『真武内伝』）と指摘を受けているが、江戸期の地図は概ね「西條山」あるいは「西条山」と記載されている。そのため、明治になってから作られた唱歌「川中島」の歌いだしも「西条山は霧ふかし」である。
しかし本来「西條山」あるいは「西条山」の名がつく山は南に10kmほど離れた全く異なる山であり、川中島の戦い当時は海津城将が上杉軍来襲を甲斐に狼煙で急報した烽火台があった場所とされている。松代藩が「西條山＝妻女山」とした理由については不明であるが、西條山と同じ読みである斎場山が上杉軍が陣を設けた場所とする説が、現在でも地元を中心に残されている（長野市の「信州・風林火山」特設サイトでも紹介されている）。
「斎場山」と周辺には多くの古墳が存在（埴科古墳群参照）し、古代から死者を弔い祭る山とされ「斎場」もしくは「祭場」と表記するのが正しいとされる。斎場山は戸神山脈（もしくは鞍骨山脈、大峰山脈とも）にある上部の鞍骨城（くらほねじょう）と、その下部の天城城（てしろじょうー入山城とも）の二つの山城を北に下った尾根先からＴ字形に東西へ伸びる山脈を形成している。その東端は赤坂で西端が笹崎、中央部の主峰が謙信布陣と伝えられる斎場山である。しかし斎場山や薬師山と表記されている地図もあれば、「赤坂」を「妻女山」と表記して、この最高地の「斎場山」を無名にしている地図もある。無名にしてある地図の方がむしろ多い。
この主峰を「妻女山」のままが良しとする説もある。それによれば「斎場山」山頂の古墳（直径４０メートルの円墳）は、麓にある「会津比売神社」の祭神「会津比売命」の墓と伝説される。そして地元では「天上」もしくは「御天上」とも言うのだといい「会津比売命」は建御名方神の孫娘に当たるとする。初代の科野国造である「武五百建命（伝説では森将軍塚古墳の被葬者）」の妻であるので「妻女」の山が正しいとするものである。

## その他
上杉謙信の妻女山布陣は定説となっているが「史実にはない」と否定するむきもある。天正10年（1582年）3月、甲斐武田家を滅ぼし（武田征伐）、北信濃を領有した織田軍の森長可が本能寺の変で織田信長の後ろ盾を失って僅か3か月で撤退後、徳川、北条らとの三つ巴（天正壬午の乱）の草刈場と化した川中島に、北条氏直軍の北上に備えた上杉景勝は長沼城を経由して海津城に入って妻女山・鞍骨城一帯、赤澤山（赤澤城ー塩崎新城）に布陣。これによって徳川・上杉両軍の挟撃を恐れた北条軍が上杉氏との講和をして撤退した史実との「混同」だとするのがそれである。
赤坂展望台までは舗装路があり普通乗用車でも行くことができ、途中では運がよいとニホンカモシカに遇える。付近には樹木の幹に猪が体をこすり付けた跡も多く見られる。赤坂展望台から妻女山頂上へは未舗装路があり四輪駆動車と見られる轍が見られるが普通乗用車での通行は難しい。夏季は蜂が発生する上、樹木が繁って眺望は期待できない。